# 키타무라 에리
키타무라 에리(일본어: 喜多村 英梨 기타무라 에리[*], 1987년 8월 16일 ~ )는 일본의 성우, 배우이다. 카레이도 스코프 소속. 도쿄도 출신. 전에 쓰던 예명은 오카무라 에리(岡村 英梨),지금 쓰는 성은 본명에서 한자만 바꾸고 발음은 같은 것. 별명(애칭)은 키타에리(キタエリ), 오타에리(オタエリ/ヲタエリ).

## 약력
- 2003년 개최한 VS오디션2003에서 그랑프리를 수상하고 2005년 BLOOD+의 주역으로 발탁되며 주목을 받았다.
- 본인 스스로 아키하바라계 오타쿠임을 자임하여 오타에리(오타쿠+에리)라는 별명을 얻었다.

### 내력·인물
2003년에 행해진 일반 공모 VS오디션2003(포니캐논 주최)에서 그랑프리를 획득. 2005년 10월에 시작한 TV아니메 'BLOOD+'의 히로인 오토나시 사야역으로 발탁되었다.
이전에는 히로세 프로젝트 소속이었으나, 2007년 1월 1일부로 카레이도 스코프로 이적했다. 2011년 현재 소속사는 얼리윙

### 특색
목소리를 연기하는 캐릭터는 활발한 여성이나 소년역이 많으나, 드물게 '아이들의 시간'의 코코노에 린과 같은 여자 어린아이(모에 캐릭터)의 목소리를 연기하는 경우도 있다.
라디오 방송이나 이벤트에서 보여주는 하이텐션의 토크가 매력의 하나로, '아니스파!'에 게스트로 초대됐을 때에는 퍼스털리티인 와시자키 타케시에게 '저 아가씨, 써먹(기에 따라선 좋은 퍼스널리티가 될 아가씨)을 수 있겠는걸'이라고 평가받아, 그 후 '라디오 닷 아이', '초 라디!'등 순조롭게 활약의 장을 넓히는 계기가 되었다.
'피치피치핏치'에서 함께 연기한 신타니 료코를 필두로, 미즈키 나나, 코시미즈 아미, 타무라 유카리, 호리에 유이 등의 저명한 여성 성우를 '숭배'하는 뜻의 발언도 많다.

### 취향
일러스트가 뛰어나고 아키하바라를 좋아하는 오타쿠로, 팬으로부터 경의를 담아 '오타에리화백'이라고 불리고 있다. 특히 '초 라디!'의 방송 내에서는 몇번이나 아니메나 게임등의 이차원 남성 캐릭터나 쇼타에 대한 열광적 발언이나, 2채널, 니코니코 동화에서 쓰이는 듯한 속어를 많이 쓰는 경향이 짙다. 또 담당했던 캐릭터의 피규어를 선물받는 경우가 있는데, 그 때에도 '패키징된 상태야말로 완성품'이라며 '개봉하지 않는 파(派)'선언을 하는 등 오타쿠라는 일면을 보여주고 있다. 성우 일은 직업이라기보다는, '삶의 모습'이라는 본인의 변(弁)이다.
꽤나 게임을 좋아하며, 소유가 확인되어있는 게임기 본체도 PS2, PSP(발매 당일에 개점 3시간 전부터 줄을 서 구입), DS, Wii, XBOX360(어머니로부터 이사 축하 선물로 받았음)등 매우 다양하다. 그러나, Mac유저(소유 모델은 iBook G4부터 MacBook Pro)이므로, 컴퓨터 네트워크 대전 게임에는 손을 대고있지 않다. 그녀의 어머니도 아니메 등의 이해도가 높아, 키타무라가 오타쿠 계의 취미에 빠지게 된 것도 어머니의 영향이 있다고 본인은 말한다. 남성 성우에게도 한때는 기대를 걸었던듯 하며 지금도 '~씨를 만나고 싶다'등의 말을 하는 경우가 있다.
좋아하는 커플링은 삼X팔(삼장X팔계)라 말하기를 주저하지 않을 정도의 '최유기'의 대 팬. 그 외에도 '좀비 가게 레이코'등의 소녀 코믹에도 조예가 깊다.
고양이 알레르기가 있으나 고양이를 좋아함. 그러나. 최근에는 약간 극복한듯한 감이 있다.
중학교 2학년 때 영어 준2급을 취득. 그러나, 현재는 영어를 거의 하지 못한다.
그림을 상당히 잘그리는 편으로, 개인 홈페이지에 직접 그린 만화를 게재하기도 한다.
좋아하는 음악은 장르를 불문. 비주얼 계나 쟈니즈 계와 같은 것들로부터, 신시사이저 같은 것이나 동인 계까지 매우 다양한 범위에 이른다. Janne Da Arc의 CD를 모두 가지고 있다.
동업자의 흉내를 내는 것이 마이붐(My Boom) - 2008년 현재. 본인 왈 '「입이 기분좋은(발성하고있으면 재밌는)」 말을 추구한 결과, 우연히 흉내를 내게 되었다.' 레퍼토리는 쿠기미야 리에나 모리나가 리카, 카도와키 마이, 나카오 에리 등 다양하다. 최근에는 하츠네 미쿠 등에도 도전하고있다.
과거 보이스&하트에 소속되어있던 성우들과 연이 있다. 이노우에 마리나와 사이가 좋고, 자주 괴롭힘 당한다. 오오하라 모모코와는 공적, 사적으로 교류가 있으며 사이도 좋다. '무장신희 RADIO RONDO'에서 함께 진행했던 아스미 카나와도 친하며, 방송 내에서 러브콜을 보냈던 적이 있다. 성우는 아니지만, 같은 방송의 스태프, 코나미 홍보의 스즈키 아츠코와는 서로 초대하여 이벤트에 참가하는 등 교류를 계속하고 있다.

## 출연작
※ 굵은 글씨는 주인공 또는 주요 인물.

### TV 애니메이션
2003년
- LAST EXILE (타치아나 비스라)

2004년
- 머메이드 멜로디 피치피치핏치 퓨어 (세이라)

2005년
- BLOOD+ (오토나시 사야)

2006년
- NIGHT HEAD GENESIS (타니구치 요시미)
- 슈발리에 ~Le Chevalier D'Eon~ (안나)
- 시문 (아무리아)

2007년
- 도화월탄 (이누카이 마코토)
- 미나미가 (우치다 유카)
- 바람의 스티그마 (미하일)
- 세토의 신부 (시라누이 아케노)
- 스컬맨 (꼬마)
- 아이돌 마스터 XENOGLOSSIA (키쿠치 마코토)
- 아이들의 시간 (코코노에 린)
- 일기당천 Dragon Destiny (하후연 묘재)
- 전쟁동화집 시리즈 두 개의 호두 (아야카)
- 지구로… (토니의 어린시절)
- 지옥소녀 후타코모리 (모리우치 쥬리)
- 체포하겠어 풀 스로틀 (유카리)
- 크레용 신쨩 (시녀)
- 포테마요 (모리야마 스나오)

2008년
- BLASSREITER (레네)
- PERSONA -trinity soul- (사카키바 타쿠로의 아버지)
- 광란가족일기 (피에르(=) 니시쿠라 아케루 {{{2}}})
- 노기자카 하루카의 비밀 (사와무라 료코)
- 노라미미 (시나몬)
  - 노라미미
  - 노라미미2
- 미나미가 ~한 그릇 더~ (우치다 유카)
- 뱀파이어 기사 (토오야 리마)
- 뱀파이어 기사 Guilty (토오야 리마, 쿠란 카나메의 유년시절)
- 비하다 일족 (유텐지 사키)
- 사후편지 (야히로 란)
- 순정 로맨티카 (카미죠 히로키의 소년시절)
- 식령-제로- (카스가 나츠키)
- 아마츠키 (야코우)
- 얏타맨 2기 (홋타)
- 일기당천 Great Guardians (하후연 묘재)
- 지옥소녀 미츠나가에 (니시노 치즈루)
- 카오스;헤드 -CHAOS;HEAD- (사키하타 리미)
- 케메코 디럭스! (코바야시 산페이타)
- 토라도라! (카와시마 아미)

2009년
- FAIRY TAIL (카나 알베로나, 아쿠아리우스)
- NEEDLESS (이브 노이슈반슈타인)
- 괭이갈매기 울 적에 (시에스타 410)
- 꿈빛 파티시엘 (텐노우지 마리, 하니)
- 노기자카 하루카의 비밀 퓨어레챠♪ (사와무라 료코)
- 도쿄 매그니튜드 8.0 (마유)
- 미나미가 어서 와 (우치다 유카)
- 바케모노가타리 (아라라기 카렌)
- 아라드 전기 ~슬랩업 파티~ (소년 배런)
- 아수라 크라잉 (쿠라사와 릿카)
  - 아수라 크라잉
  - 아수라 크라잉 2
- 우주를 달리는 소녀 (리리)
- 카나메모 (아즈마 히나타)
- 퀸즈 블레이드 (아레인)
  - 퀸즈 블레이드 옥좌를 계승하는 자
  - 퀸즈 블레이드 유랑의 전사
- 타이쇼 야구 소녀. (츠쿠바에 시즈카)
- 프레시 프리큐어! (아오노 미키(=) 큐어 베리 {{{2}}})
- 흑신 The Animation (카쿠마)

2010년
- Angel Beats! (유이)
- FAIRY TAIL (그레이 풀버스터의 소년 시절)
- GIANT KILLING (소년)
- WORKING!! (토도로키 야치요)
- 기어와라! 냐루애니 리멤버 마이 러브 (크래프트 선생) (야사카 마히로)
- 꿈빛 파티시엘 SP 프로페셔널 (텐노우지 마리, 하니)
- 누라리횬의 손자 (7살 무렵의 우메와카마루)
- 댄스 인 더 뱀파이어 번드 (네리, 여자집행부, 뼈 없는 여자)
- 듀라라라!! (오리하라 마이루)
- 레터 비 (안 그래드)
- 메탈 파이트 베이브레이드 폭 (소피)
- 시귀 (쿠라하시 요시에, 여성)
- 싸우는 사서 The Book of Bantorra (하뮤츠 메세타)
- 일기당천 XTREME XECUTOR (하후연 묘재)
- 하·늘·의·소·리 (스미노야 쿠레하)
- 학원묵시록 HIGHSCHOOL OF THE DEAD (타카기 사야)
- 해파리 공주 (사라)

2011년
- 30세의 보건체육 (피이쨩, 쿠우쨩)
- C3 -시큐브- (우에노 키리카)
- HIGH SCORE (후지와라 메구미, 하시바 이즈미)
- Rio RainbowGate! (미자리, 아나운서)
- SKET DANCE (퀘쳔)
- WORKING'!! (토도로키 야치요)
- 누라리횬의 손자 ~천년마경~ (유년 시절의 누라 리쿠오)
- LAST EXILE -은빛 날개의 팜- (타치아나 비스라)
- 마법소녀 마도카☆마기카 (미키 사야카)
- 마요치키! (스즈츠키 카나데)
- 메탈 파이트 베이블레이드 4D (소피)
- 소프테니 (사와나츠 코토네)
- 오빠 따윈 전혀 좋아하지 않으니까!! (타카나시 나오)
- 전국소녀 ~복숭아빛 패러독스~ (아케치 미츠히데(=) 아케링 {{{2}}})
- 청의 엑소시스트 (카미키 이즈모)
- 프리징 (가넷사 롤랜드)

2012년
- 골판지 전기 W (제시카 카이오스)
- 기어와라! 냐루코양 (야사카 마히로)
- 니세모노가타리 (아라라기 카렌)
- 블랙★록 슈터 (이즈리하 카가리)
- 아빠 말 좀 들어라! (타카나시 미우)
- 오빠지만 사랑만 있으면 상관없잖아? (니카이도 아라시)
- 캄피오네! (리리아나 크라니챌)
- 황혼소녀×암네시아 (카노에 키리에)

2013년
- 기어와라! 냐루코양 W (야사카 마히로)
- 세계에서 제일 강해지고 싶어! (키리시마 마코토)
- 신이 없는 일요일 (디 엔지 스트라토미토스)
- 쿄소기가 (야세)

### 극장판 애니메이션
2017년
- 아오 오니 (타카시로 준)
- 걸즈 앤 판처 최종장 제1화

2018년
- 허긋토! 프리큐어 두 사람은 프리큐어 올스타즈 메모리즈
- 속 오와리모노가타리 (아라라기 카렌)
- 나의 히어로 아카데미아 더 무비: 두 명의 히어로

2019년
- 나의 히어로 아카데미아 더 무비: 히어로즈 라이징

### OVA
- 코하루비요리 (유이)

- 극장판 공의 경계 제 6장(고쿠토 미키야 - 유년시절)

### 게임
- 신곡주계 폴리포니카 (스노드롭)
- BLOOD+ (오토나시 사야)
- 매리지 로얄 프리즘 스토리 (신죠 오토하)
- 무장신희 BATTLE RONDO (개형 MMS 하울링)
- 토라도라포터블! (카와시마 아미)
- Dream C Club (미오)
- 슈퍼스트리트파이터 4 (한주리)
- 로로나의 아틀리에 (쿠델리아)
- 테츠노코 VS 캡콤 (얏타맨 1호 (한국판 이겨라 승리호의 철이))
- 초차원 게임 넵튠MK2 (유니)
- Rewrite (센리 아카네)
- Rewrite -Harvest Festa- (센리 아카네)
- 월드 오브 파이널 판타지 (내놔골렘 및 동방불패)

### 라디오
- 라디오닷아이 키타무라 에리의 제3 신도쿄 문예부!! (분카방송, 2007년 1월 1일 ~ 3월 26일)
- 키타무라 에리의 초라지! (분카방송 초!A&G+, 2007년 3월 12일 ~ 2010년 9월 27일)
- 코지카라디오 - 인터넷 라디오, 신도 케이, 카도와키 마이와 공동진행. (2007년 8월 31일 ~ 2009년 6월 26일)
- CHAOS;HEAD 라디오 망상전파국 - 인터넷 라디오, 요시노 히로유키와 공동진행. (2008년 3월 28일 ~ 5월 30일)
- 벗어나라! 메가미 매거진 라디오 - 라디오 칸사이, 이구치 유카와 공동진행. (2008년 8월 ~ )
- 토라도라디오! - 인터넷 라디오, 마지마 준지와 공동진행. (2008년 9월 4일 ~ 2009년 5월 28일)
- 키타에리의 케메코매니악스! (분카방송 초!A&G+, 2008년 10월 8일 ~ 2009년 1월 1일)
- 콘체르토 게이트 파티 - 코시미즈 아미와 공동진행. (분카방송, 2009년 4월 11일 ~ 2009년 10월 5일)
- 일찍 자고 일찍 일어나기! 카나메모 라디오 - 인터넷 라디오, 토요사키 아키와 공동진행. (2009년 7월 4일 ~ 2009년 10월 24일)
- 안티포나의 성가공주 라디오 ~시모키타의 악보~ - 인터넷 라디오, 시모다 아사미와 공동진행. (2009년 10월 8일 ~ 12월 10일)
- 메이벨&산조의 노페이트! 라디오 - 인터넷 라디오, 카토 에미리와 공동진행. (2009년 12월 24일 ~ 4월 21일)
- ANGEL BEATS! SSS RADIO - 인터넷 라디오, 사쿠라이 하루미, 하나자와 카나와 공동진행. (2010년 3월 18일 ~ )
- 이마이 아사미·키타무라 에리의 라디오 콥스 파티 - 이마이 아사미와 공동진행. (인터넷 라디오, 2010년 4월 16일 ~ 8월 13일)
- BLUE ROSES x 니폰이치 라디오 - 마지마 준지와 공동진행. (인터넷 라디오, 2010년 7월 13일 ~ 10월 21일)